# 辛德爾角

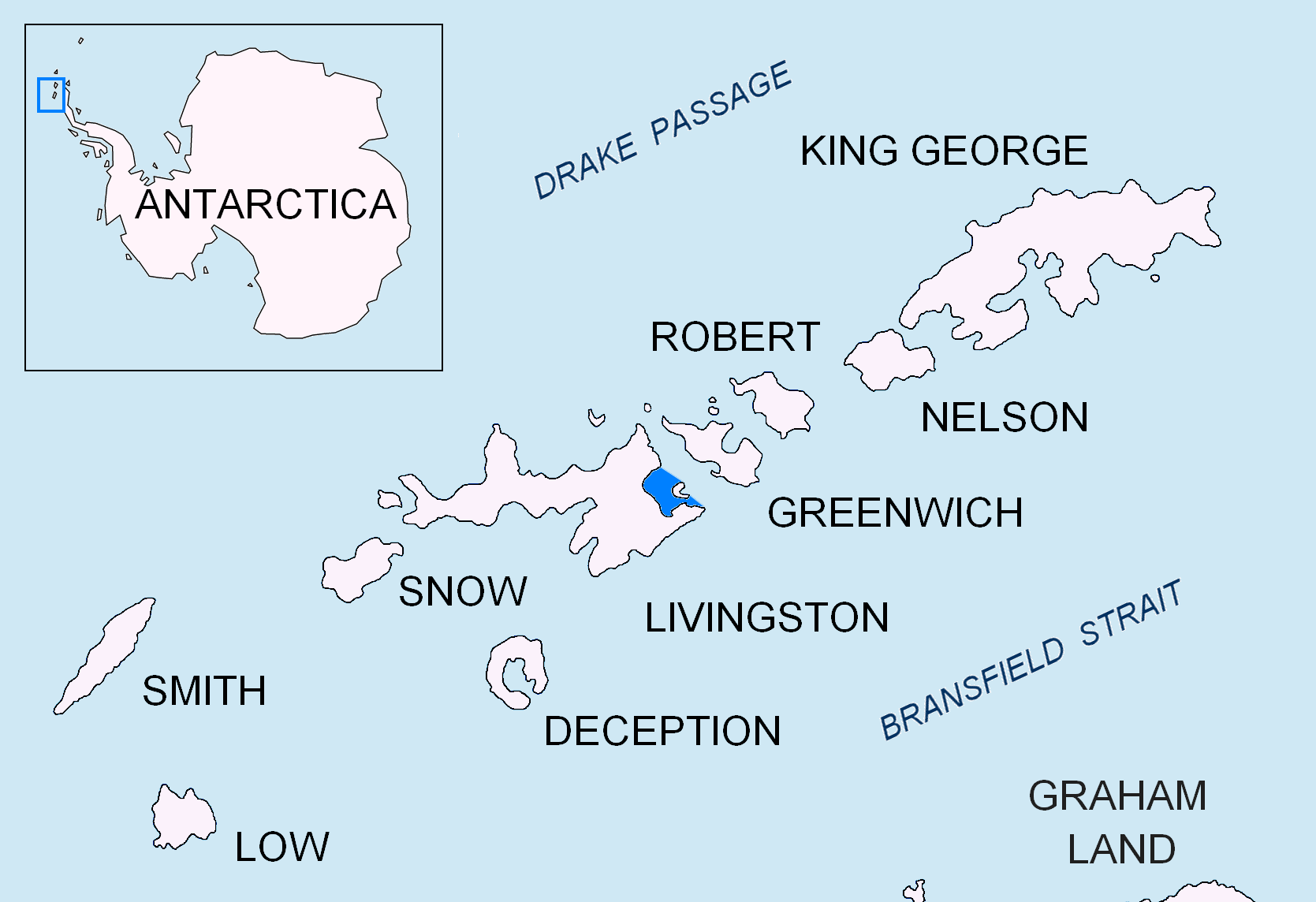

辛德爾角是南極洲的海岬，位於南設得蘭群島的利文斯頓島東岸，處於斯利文峰東北面2.9公里和愛丁堡山西南面5.75公里，最終注入月灣，該海岬以保加利亞東北部的鄉鎮命名。
62°35′01″S 60°05′06″W / 62.58361°S 60.08500°W

## 外部連結
- Sindel Point. （页面存档备份，存于） SCAR Composite Gazetteer of Antarctica.